# 僮仆都尉
僮仆都尉，匈奴的官名。
匈奴西部的日逐王，在焉耆、尉犁、危須之間設置僮仆都尉，管理西域諸國的賦稅徵收到匈奴國。匈奴把西域諸國看做僮仆，所以稱為僮仆都尉。漢宣帝神爵二年（前60年），日逐王歸降漢朝，漢朝使者鄭吉被任命為西域都護，護理天山南北兩道，匈奴的僮仆都尉從此廢除。